# Oddinary
Oddinary — шестой мини-альбом южнокорейского бой-бэнда Stray Kids на корейском языке, выпущенный лейблами JYP Entertainment и Republic Records 18 марта 2022 года. Данный альбом стал первым проектом коллектива в рамках контракта Republic Records, подписанного в феврале того же года. Название Oddinary является словослиянем английских слов «odd» и «ordinary», символизирует уникальность каждого человека, подчеркивая концепцию о том, что «странные вещи скоро станут обычными».
Основное содержание альбома было создано участниками продюсерского юнита 3Racha (Пан Чхан, Чханбин и Хан) и другими участниками Stray Kids. В числе продюсеров Oddinary также являются Версачхой, Дэллас-Кей, Триппи, ДжунТу, Никко Ён и Миллионбой, с которыми участники Stray Kids имели опыт прошедшей совместной работы. Альбом включает семь композиций, среди которых заглавным синглом является «Maniac». Музыкальный стиль мини-альбома охватывает различные жанры, включая хип-хоп, трэп, EDM и рок. После своего выхода мини-альбом получил положительные отзывы от музыкальных критиков. Для продвижения альбома группа организовала второй концертный тур «Maniac World Tour», стартовавший в конце апреля 2022 года.
Oddinary возглавил чарты Республики Корея, Финляндии, Польши и США. Кроме того, альбом вошёл в топ-десятку в Бельгии, Хорватии, Дании, Венгрии, Японии, Литве, Швеции и Швейцарии. Мини-альбом впервые вошёл в американский Billboard 200 и британский Official Albums Chart. Общий тираж мини-альбома составил более 1,7 миллиона копий, что сделало его вторым миллионным альбомом группы после Noeasy. Oddinary также получил миллионный сертификат от Корейской ассоциации музыкального контента (KMCA). Согласно данным Международной федерации производителей фонограмм (IFPI), альбом стал четырнадцатым самым продаваемым альбомом в мире в 2022 году.

## Предыстория
Stray Kids публиковали видеоролик «Step Out 2022» в своих социальных сетях 1 января 2022 года. В данном видео участники коллектива поделились своими достижениями, способствовавшими успеху группы в 2021 году, а также раскрыли планы на будущий год, включая выпуск двух новых альбомов. 10 февраля 2022 года было объявлено о подписании эксклюзивного контракта с лейблом Republic Records, что позволило группе продвигаться на американском музыкальном рынке и расширить свою аудиторию в США. 12 и 13 февраля Stray Kids провели вторую встречу со своими фанатами в Сеульском олимпийском зале. Второй день мероприятия был доступен для просмотра через платную прямую трансляцию на платформе Beyond Live, что позволило поклонникам из разных уголков мира присоединиться к этому событию. После завершения встречи с фанатами группа опубликовала трейлер к своему грядущему мини-альбому Oddinary, релиз которого запланирован на 18 марта. Трейлер был размещен в социальных сетях группы, что привело интерес поклонников. Как отметил лидер группы Пан Чхан, название Oddinary «отражает идею о том, что каждому человеку присущи свои уникальные странности, что является совершенно нормальным явлением».
Название Oddinary представляет собой словослияние двух английских слов: «odd» (с англ. — «странный») и «ordinary» (с англ. — «обычный»). Данный термин символизирует концепцию о том, что у каждого человека, вне зависимости от его обычности, существуют и странные аспекты, а также утверждение о том, что странные вещи в скором времени могут стать обыкновенными. 4 марта участники Stray Kids в интервью изданию StarNews отметили, что мини-альбом продемонстрирует их «потенциальную энергию», будет «необычным» и откроет «новую грань» их артистического выражения. Лейбл JYP Entertainment подчеркнул, что группа планирует «укрепить свое присутствие и продолжить рост популярности благодаря необычной музыке, концепции и высококачественному исполнению нового релиза».

## Музыка и тексты песен
Альбом Oddinary включает в себя семь композиций, общая сумма продолжительности у которых составляет двадцать две минуты и три секунды. Песни представлены в различных музыкальных жанрах, таких как хип-хоп, трэп, EDM и рок. Все они в основном были спродюсированы и написаны участниками продюсерского юнита 3Racha: Пан Чханом, Чханбином и Ханом. Другие участники Stray Kids также внесли свой вклад в создание альбома: Ли Ноу, Сынмин и Ай Эн стали соавторами сингла «Waiting For Us», в то время как Хёнджин и Феликс выступили в качестве соавторов песни «Muddy Water». Дополнительно, к написанию песен для данного мини-альбома привлекались и другие продюсеры, такие как Версачхой, Дэллас-Кей, Триппи, ДжунТу, Никко Ён и Миллионбой, которые ранее сотрудничали с группой.
На онлайн-пресс-конференции, посвященной продвижению мини-альбома Oddinary, Чханбин отметил, что данный релиз отличается большей расслабленностью и сдержанностью в сравнении с предыдущим альбомом, который отличался взрывной энергией. Пан Чхан добавил, что создатели стремились донести мысль о том, что та часть личности, которая может восприниматься как необычная, может стать уникальным фактором, способным сделать человека более привлекательным и выделяющимся. В вступительном видео Intro «Oddinary» лидер коллектива также подчеркнул, что каждая композиция в мини-альбоме соответствует основной теме релиза.

### Песни

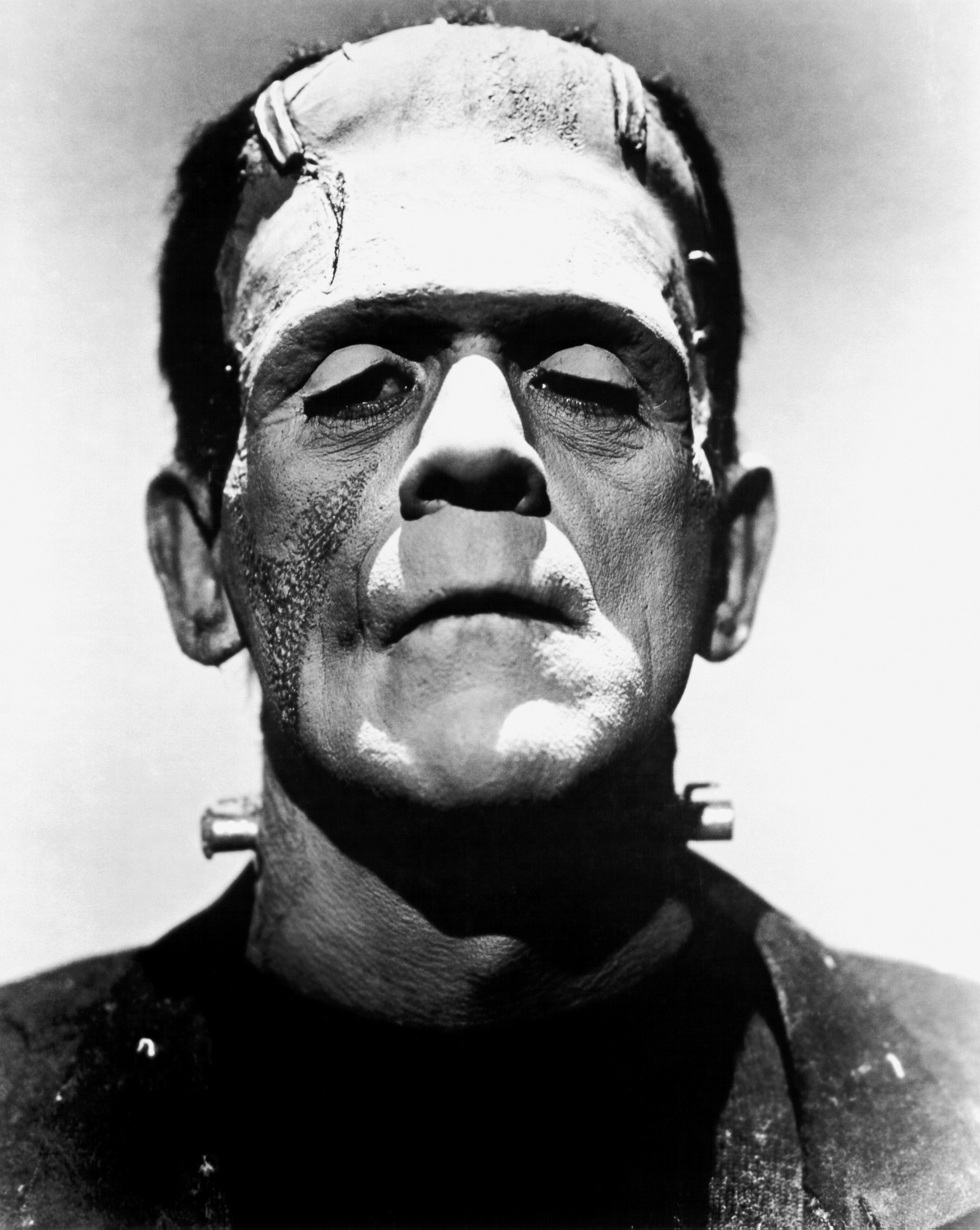
Лирика сингла «Maniac» сравнивает «странных» людей с Франкенштейном

Мини-альбом Oddinary открывается хип-хоп синглом «Venom», который исследует тему фатального очарования, метафорически представленную в образах паука, паутины и яда. Следующей композицией является «Maniac», выполненный в жанре электропоп-трэп; его музыкальные элементы, такие как бас-синт дроп, звук птичьего щебета и дрели, иллюстрируют историю людей, нарушающих социальные нормы и ожидания, и сравнивают их с чудовищем Франкенштейна. Третий сингл «Charmer» представляет собой хип-хоп композицию, в которой звучит флейта, напоминающая змеиную шарманку и вдохновлённая немецкой легендой «Гамельнский крысолов». Песня посвящена уверенности в себе, способной очаровать окружающих. По мнению критиков, «Maniac» и «Charmer» написаны под влиянием ближневосточной музыки. Четвёртый сингл «Freeze» является композицией в стиле риддим, дабстеп и EDM, созданной под воздействием хип-хоп долями; она выражает стремление преодолеть трудности, волнение от освобождения и стремление к мечте. Песня была сравнена с игрой «Замри».
Пятый сингл «Lonely St.» представляет собой рок-композицию, описывающую чувства одиночества и потерянности, а также внутренние переживания молодёжи. В данной песне используются образы человека, идущего по заброшенной улице; для неё характерны контрастные вокальные партии, использование Auto-Tune, хлопки руками, легкая гранж-гитара и трэп-биты. Шестой сингл «Waiting For Us», исполнённый Пан Чханом, Ли Ноу, Сынмином и Ай Эном, описывается как душевная баллада в жанрах софт-рок и инди-рок, которая иллюстрирует разлуку и тоску по близкому человеку, который обещает ждать бесконечно долго. Альбом завершается синглом «Muddy Water», написанным Чханбином, Хёнджином, Ханом и Феликсом. Эта композиция, представляющая собой джазовый хип-хоп 1990-х годов, бум-бап и олдскул, в котором обсуждаются действия, противоречащие современным общественным ценностям.

## Выпуск и продвижение

Сцена в трейлере, где Феликс входит в здание с неоновой вывеской «ORDINARY», а затем сменяется на «ODDINARY».

13 февраля 2022 года Stray Kids представили видео-трейлер к своему предстоящему мини-альбому Oddinary в завершение фан-встречи, проходившей в их специальном проекте «Шоколадная фабрика». 28 февраля трейлер был опубликован в социальных сетях коллектива. В видео один из участников, Феликс, изображен с навесным замком в руках. Он садится в автобус и входит в здание с неоновой вывеской под названием «ORDINARY», которая затем изменяется на «ODDINARY». В дальнейшем Феликс сталкивается с другими участниками группы, которые пытаются заставить его почувствовать себя в затруднительном положении. В одной из сцен Хёнджин шепчет Феликсу на левое ухо, после чего на экране появляется фраза «Do you want to be ODDINARY?» (с англ. — «Вы хотите стать странным обычным?») и последующая серия многоточий. Хёнджин толкает Феликса через окно, затем прыгает за ним, прерывает и открывает висячий замок. В финальной части трейлера Феликс, облачённый в другой костюм, направляется к другим участникам, демонстрируя, что его левый глаз приобрёл зелёный оттенок.
Предварительные заказы на мини-альбом стартовали в день релиза трейлера. Альбом был выпущен в трёх версиях на компакт-дисках: ограниченной версии «Frankenstein» и двух стандартных версиях «Scanning» и «Mask Off». Кроме того, были представлены эксклюзивные версии для американской розничной сети магазинов Target, а также осуществлена предварительная запись на платформах Apple Music и Spotify. Полный список композиций альбома был обнародован 3 марта, подтвердив, что песня «Maniac» будет заглавным синглом. В социальной сети были опубликованы концептуальные тизерные изображения в три серии в период с 4 по 5, с 7 по 8 и с 11 по 12 марта. В первой серии участники Stray Kids запечатлены в чёрной одежде на фоне рентгенограммы или тени головы с винтами. Вторая серия изображений демонстрирует участников в чёрно-белых костюмах с чёрным манекеном и металлоискателями. В третьей серии они представлены в разноцветной одежде на фоне взрывающихся петард и улыбающихся смайлов.
Stray Kids представили видеоролики с отрывками композиций под названием «Unveil: Track» для песен «Venom» 6 марта, «Lonely St.» 10 марта и «Freeze» 13 марта, а также мэшап-видео, в котором раскрывались остальные песни, был опубликован 14 марта. Три тизера к клипу заглавного сингла «Maniac» были выпущены 15 и 17 марта. Перед релизом альбома было опубликовано 20-минутное документальное видео под названием Intro «Oddinary», также была проведена онлайн-пресс-конференция. 18 марта мини-альбом Oddinary был выпущен вместе с сопровождающим музыкальным видеоклипом заглавного сингла «Maniac», доступным в розничной продаже, а также на цифровых музыкальных и стриминговых медиа-платформах. Это издание стало первым релизом группы на лейбле Republic Records после подписания контракта с компанией в феврале 2022 года. Помимо заглавного сингла, видеоклипы песен «Venom», «Lonely St.» и «Freeze» были опубликованы 23, 27 и 28 марта соответственно. 28 марта также стали доступны версии Oddinary с индивидуальными обложками для каждого участника группы.
Участники Stray Kids начали продвижение мини-альбома с дебютного исполнения песни «Maniac» на шоу «Music Bank» телеканала KBS2, а также на шоу CBS «Позднее шоу со Стивеном Кольбером» 18 марта, в день выхода альбома. Однако в тот же день лейбл JYP Entertainment объявил о приостановке дальнейших промоакций, так как большинство участников группы, за исключением Феликса и Ай Эна, получили положительные результаты тестов на COVID-19. 26 марта лейбл сообщил о том, что участники Stray Kids возобновят свои промоакции на музыкальных шоу, начиная с программы «Show Champion» 30 марта, а также включая «M Countdown», «Music Bank», «Inkigayo» и «Show! Music Core». Кроме того, участники исполнили сингл «Maniac» на «Virtual Gayo Top 10» 25 марта и на «MTV Fresh Out Live» 1 апреля.
7 марта 2022 года Stray Kids объявили об организации своего второго мирового концертного туре «Maniac World Tour», одновременно анонсировав мини-альбом. Турне, состоящее из 42 концертов, открылось выступлениями с 29 апреля по 1 мая на стадионе «Чамсиль арена» в Сеуле, Республика Корея, а затем участники отправились в Японию, США и страны Азиатско-Тихоокеанского региона. Это был первый концертный тур группы за два года с момента их первого тура «District 9: Unlock».

## Оценка критиков
| Оценки критиков     | Оценки критиков |
| Источник            | Оценка          |
| ------------------- | --------------- |
| AllMusic            | [ 59 ]          |
| New Musical Express | [ 17 ]          |

После выхода Oddinary, мини-альбом получил положительные отзывы от музыкальных критиков. Дивьянша Донгре из журнала Rolling Stone India охарактеризовала альбом как «мощный», отметив, что участники Stray Kids «стремятся к переосмыслению своего стиля и художественному росту». Тамар Херман из South China Morning Post указала на то, что альбом «собрал много шума». Нандини Айенгар из Bollywood Hungama отметила, что участники группы «доказали свои музыкальные способности» и более осмысленно использовали повседневные слова в композициях мини-альбома. Тассия Ассис, рецензировавшая Oddinary для New Musical Express, присвоила ему оценку четыре из пяти, подчеркнув, что мини-альбом отражает «необычайную страсть, остроумие и рост» группы. Она охарактеризовала его как «элегантный шаг вперед для бой-бэнда, который, надеемся, никогда не устанет поднимать важные вопросы».
Кристал Белл из издания Teen Vogue отметила, что сущность мини-альбома Oddinary «наиболее адекватно описывает само слово ODDINARY». Она акцентировала внимание на том, что идея принятия своих отличий является основополагающей для коллектива, что, по её мнению, и привело к привлечению множества поклонников. Также она подчеркнула, что группа не намерена идти на компромисс в своем творчестве. Рецензент AllMusic Нил З. Ян поставил мини-альбом на четыре из пяти, указав на присутствие множества аспектов творчества группы. Он отметил агрессивную смесь танцевальной электронной музыки и хип-хопа, а также наличие «жёстких гимнов, искренних вокальных гармоний, вдохновленных R&B, и демонстрацию мастерства рэп-исполнителей». Автор издания Idology Йеми отметил, что мини-альбом демонстрирует мастерство, естественно вытекающее из профессиональной карьеры группы. Он также указал на то, что звучание и тематическое содержание не претерпели значительных изменений по сравнению с предыдущими релизами, описав альбом как нечто «аккуратно организованное», что является положительной характеристикой, отличающейся от ранних работ группы.
В 2022 году Oddinary был включён в список «50 лучших альбомов года» по версии журнала Billboard. Дж. Липшутц в своём обзоре отметил, что мини-альбом «сочетает в себе поп-хуки, рэп-каденции и танцевальные ритмы, что характерно для мейнстримного K-pop, при этом каждая композиция выделяется ослепительной интенсивностью». Кроме того, Oddinary попал в нерейтинговые списки «лучших K-pop альбомов» 2022 года по версиям различных изданий, таких как Nylon, Uproxx и Zererate. Некоторые треки мини-альбома также были отмечены в списках «лучших песен года». В частности, композиция «Charmer» была названа одной из «лучших K-pop песен» 2022 года по версии изданий Mashable, MTV, BuzzFeed и Teen Vogue, а сингл «Muddy Water» занял 11-е место в списке «лучших K-pop би-сайдов» года по версии издания Paper.

## Награды и номинации
| Церемония                 | Год  | Категория                                           | Итог      | Источник |
| ------------------------- | ---- | --------------------------------------------------- | --------- | -------- |
| Asia Artist Awards        | 2022 | Альбом года                                         | Победа    | [ 71 ]   |
| Circle Chart Music Awards | 2023 | Исполнитель года — категория «Альбом» (2-й квартал) | Номинация | [ 72 ]   |

## Коммерческий успех
17 марта 2022 года, незадолго до выхода мини-альбома, стало известно, что его предварительные заказы составили 1,3 миллиона копий. Это число превысило 930 тысяч предварительных заказов на альбом Noeasy и установило новый рекорд как самый предзаказываемый альбом лейбла JYP Entertainment. Согласно данным Hanteo Chart, за первую неделю продаж мини-альбом был реализован в количестве 855 021 экземпляра. В Южной Корее Oddinary возглавил чарт Gaon Album Chart за первую неделю нахождения в период с 13 по 19 марта, а к марту общие продажи составили 1 546 907 экземпляров. Таким образом, альбом стал самым продаваемым альбомом группы Stray Kids и вторым альбомом с миллионным тиражом после Noeasy. Кроме того, все семь композиций альбома одновременно вошли в первую тридцатку лучших в чарте Gaon Download Chart. 12 мая Oddinary получил миллионный сертификат от Корейской ассоциации музыкального контента (KMCA).
В США Oddinary занял первую строчку в Billboard 200 4 апреля 2022 года, став первым альбомом группы Stray Kids, попавшим в данный чарт, а также третьим корейским исполнителем, возглавившим его после групп BTS и SuperM. Из 110 тысяч единиц, эквивалентных альбомным продажам за первую неделю, 103 тысячи составили чистые продажи, при этом все, кроме 2 500 единиц, были физическими копиями. В дополнение к этому, потоковые трансляции по требованию составили 10,09 миллиона. На момент его выхода это была самая высокая неделя продаж альбома в США в 2022 году. Мини-альбом возглавил чарты Top Album Sales, Top Current Album Sales и World Albums, оставаясь на вершине последнего в течение шести последовательных недель. Появление альбома способствовал тому, что Stray Kids впервые заняли первое место в Billboard's Artist 100, став четвёртыми корейскими исполнителями, достигнувшими этой позиции после BTS, Blackpink и SuperM. Четыре композиции с мини-альбома вошли в чарт World Digital Song Sales, включая заглавный сингл «Maniac», который возглавил этот чарт.
Oddinary впервые занял позиции в ряде национальных хит-парадов альбомов. Он занял 20-ю позицию в канадском чарте Canadian Albums Chart, 87-ю — в чешском IFPI, 48-ю — в итальянском FIMI, 33-ю — в новозеландском Official Top 40 Albums, 5-ю — в шведском Sverigetopplistan и 95-ю — в Великобритании. Альбом занял первое место в финском чарте Suomen virallinen lista и в польском OLiS. Кроме того, Oddinary попал в чарты Австралии (92), Австрии (11), Бельгии (5-е место в Фландрии и Валлонии), Дании (3), Германии (43), Венгрии (2), Японии (4-е место по версии Oricon и 20-е по версии Billboard Japan), Литвы (3), Нидерландов (12), Испании (48) и Швейцарии (10). 24 февраля 2023 года Международная федерация производителей фонограмм (IFPI) объявила, что Oddinary стал четырнадцатым самым продаваемым альбомом в 2022 году, наряду с мини-альбомом Maxident, который занял шестое место.

## Список композиций
| №                   | Название                                                          | Текст песни                      | Музыка                                | Arrangement         | Длительность |
| ------------------- | ----------------------------------------------------------------- | -------------------------------- | ------------------------------------- | ------------------- | ------------ |
| 1.                  | «Venom» (кор. 거미줄)                                             | Пан Чхан Чханбин Хан             | Пан Чхан Чханбин Хан Дэллас-Кей       | Дэллас-Кей Пан Чхан | 3:15         |
| 2.                  | «Maniac»                                                          | Пан Чхан Чханбин Хан             | Пан Чхан Чханбин Хан Версачхой        | Версачхой Пан Чхан  | 3:02         |
| 3.                  | «Charmer»                                                         | Пан Чхан Чханбин Хан             | Пан Чхан Чханбин Хан Версачхой        | Версачхой           | 3:08         |
| 4.                  | «Freeze» (кор. 땡)                                                | Пан Чхан Чханбин Хан             | Пан Чхан Чханбин Хан Триппи           | Триппи Пан Чхан     | 2:58         |
| 5.                  | «Lonely St.»                                                      | Пан Чхан Чханбин                 | Пан Чхан Чханбин ДжунТу               | ДжунТу Пан Чхан     | 2:44         |
| 6.                  | «Waiting For Us» (кор. 피어난다; Пан Чхан, Ли Ноу, Сынмин, Ай Эн) | Пан Чхан, Ли Ноу, Сынмин и Ай Эн | Пан Чхан Ли Ноу Сынмин Ай Эн Никко Ён | Никко Ён Пан Чхан   | 3:39         |
| 7.                  | «Muddy Water» (Чханбин, Хёнджин, Хан и Феликс)                    | Чханбин Хёнджин Хан Феликс       | Чханбин Хёнджин Хан Феликс Миллионбой | Миллионбой Пан Чхан | 3:17         |
| Общая длительность: | Общая длительность:                                               | Общая длительность:              | Общая длительность:                   | Общая длительность: | 22:03        |

## Чарты
| Чарт (2022)                                  | Высшая позиция |
| -------------------------------------------- | -------------- |
| Австралия (ARIA)                             | 92             |
| Австрия (Ö3 Austria)                         | 11             |
| Бельгия/Валлония (Ultratop)                  | 5              |
| Бельгия/Фландрия (Ultratop)                  | 5              |
| Великобритания (UK Albums Chart)             | 95             |
| Великобритания (UK Independent Albums Chart) | 34             |
| Венгрия (MAHASZ)                             | 2              |
| Германия (Offizielle Top 100)                | 43             |
| Дания (Hitlisten)                            | 3              |
| Испания (PROMUSICAE)                         | 48             |
| Италия (FIMI)                                | 48             |
| Канада (Canadian Albums Chart)               | 20             |
| Литва (AGATA)                                | 3              |
| Нидерланды (Album Top 100)                   | 12             |
| Новая Зеландия (RMNZ)                        | 33             |
| Польша (ZPAV)                                | 1              |
| Республика Корея (Gaon Album Chart)          | 1              |
| США (Billboard 200)                          | 1              |
| США (Billboard World Albums)                 | 1              |
| Финляндия (Suomen virallinen lista)          | 1              |
| Франция (SNEP)                               | 55             |
| Хорватия (HDU)                               | 1              |
| Чехия (ČNS IFPI)                             | 87             |
| Швейцария (Schweizer Hitparade)              | 10             |
| Швеция (Sverigetopplistan)                   | 5              |
| Япония (Billboard Japan)                     | 20             |
| Япония (Oricon)                              | 4              |

| Чарт (2022)                         | Высшая позиция |
| ----------------------------------- | -------------- |
| Республика Корея (Gaon Album Chart) | 2              |
| Уругвай (CUD)                       | 2              |
| Япония (Oricon Japanese Albums)     | 5              |

| Чарт (2022)                           | Высшая позиция |
| ------------------------------------- | -------------- |
| Бельгия/Валлония (Ultratop)           | 133            |
| Бельгия/Фландрия                      | 124            |
| Венгрия (Mahasz)                      | 10             |
| Мир (IFPI Global Albums)              | 14             |
| Республика Корея (Circle Album Chart) | 9              |
| США (Billboard Top Album Sales)       | 22             |
| США (Billboard World Albums)          | 4              |
| Япония (Oricon Albums)                | 51             |

| Чарт (2023)      | Высшая позиция |
| ---------------- | -------------- |
| Венгрия (Mahasz) | 44             |

## Продажи и сертификации
| Регион                  | Сертификация  | Продажи   |
| ----------------------- | ------------- | --------- |
| Япония · Физический     | —             | 63,447    |
| Япония · Цифровой       | —             | 1,017     |
| Республика Корея (KMCA) | 2× Миллионный | 2,034,774 |
| США                     | —             | 204,000   |

### Комментарии
1. ↑  Указаны как Stray Kids.